# Rogers Locomotive and Machine Works
Rogers Locomotive and Machine Works fou un fabricant de locomotores de vapor del segle XIX que tenia la seva fàbrica a Paterson|Paterson, al comtat de Passaic (Nova Jersey), als Estats Units d'Amèrica. Fabricaren més de sis mil locomotores de vapor per a ferrocarrils de tot el món. Durant el segle XIX la majoria dels ferrocarrils als Estats Units comptaven almenys amb una locomotora construïda per Rogers. El producte més famós de l'empresa era la locomotora anomenada La General, que es va començar a fabricar a partir del desembre de 1855, que va ser una de les principals de l'esdeveniment denominat la Great Locomotive Chase durant la Guerra Civil Americana. Per la seva popularitat Rogers va ser la segona empresa fabricant de locomotores més reeixida dels Estats Units del segle XIX després de Baldwin Locomotive Works, en un grup que incloïa gairebé cent empreses fabricants.
La companyia va ser fundada per Thomas Rogers l'any 1832, en societat amb Morris Ketchum i Jasper Grosvenor; la companyia s'anomenava Rogers, Ketchum and Grosvenor i aviat fabricà ressorts, eixos i altres peces petites per a l'ús del ferrocarril. Rogers es va mantenir com a president fins que va morir el 1856 i el seu fill, Jacob S. Rogers, el substituí i va reorganitzar la companyia, anomenant-la Rogers Locomotive and Machine Works. El jove Rogers va dirigir la companyia fins al seu retir el 1893. Robert S. Hughes va assumir llavors la presidència i va reorganitzar la companyia, la Rogers Locomotive Company, la qual va dirigir fins a la seva mort el 1900.